# Projekt Moblin

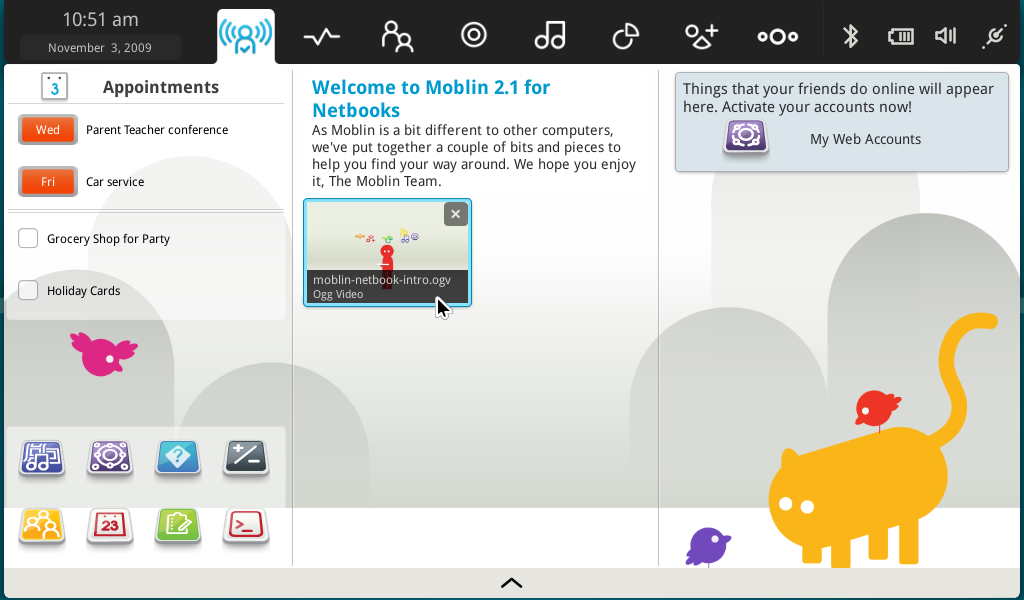
Moblin 2.1

Moblin (zkrácenina z Mobile Linux) byl open source operační systém založený na linuxovém jádře, který vyvíjela firma Intel pro malé počítače (např. netbooky) s procesorem Intel Atom. Nyní je projekt přejmenován na MeeGo.
Moblin je určen pro práci s internetem a multimédii, obsahuje webový prohlížeč na bázi Mozilly, přehrávač videa a zvuku a různé nástroje pro komunikaci. Je zde možnost jednoduché správy sítí a dalších nezbytností, pokročilé možnosti nastavení však chybí.